# SDR SDRAM
SDRAM je zkratka z anglického Synchronous Dynamic Random Access Memory, označující paměť typu DRAM se synchronním způsobem přenosu dat. Používá se jako operační paměť v osobních počítačích. Předchůdci SDRAM, například EDO DRAM nebo FPM DRAM, používaly asynchronní přenos dat.

## Dvojsmyslnost pojmu
SDRAM je principiálně označení pro jakoukoli synchronní DRAM, tedy i její nástupce DDR, DDR2, DDR3, DDR4 a DDR5, jež jsou také synchronní DRAM paměti. V praxi se však pod pojmem SDRAM nejčastěji myslí první verze používaná jako operační paměť PC, někdy také označovaná jako SDR SDRAM (SDR z anglického "Single Data Rate" – protiklad DDR "Double Data Rate").

## Specifikace

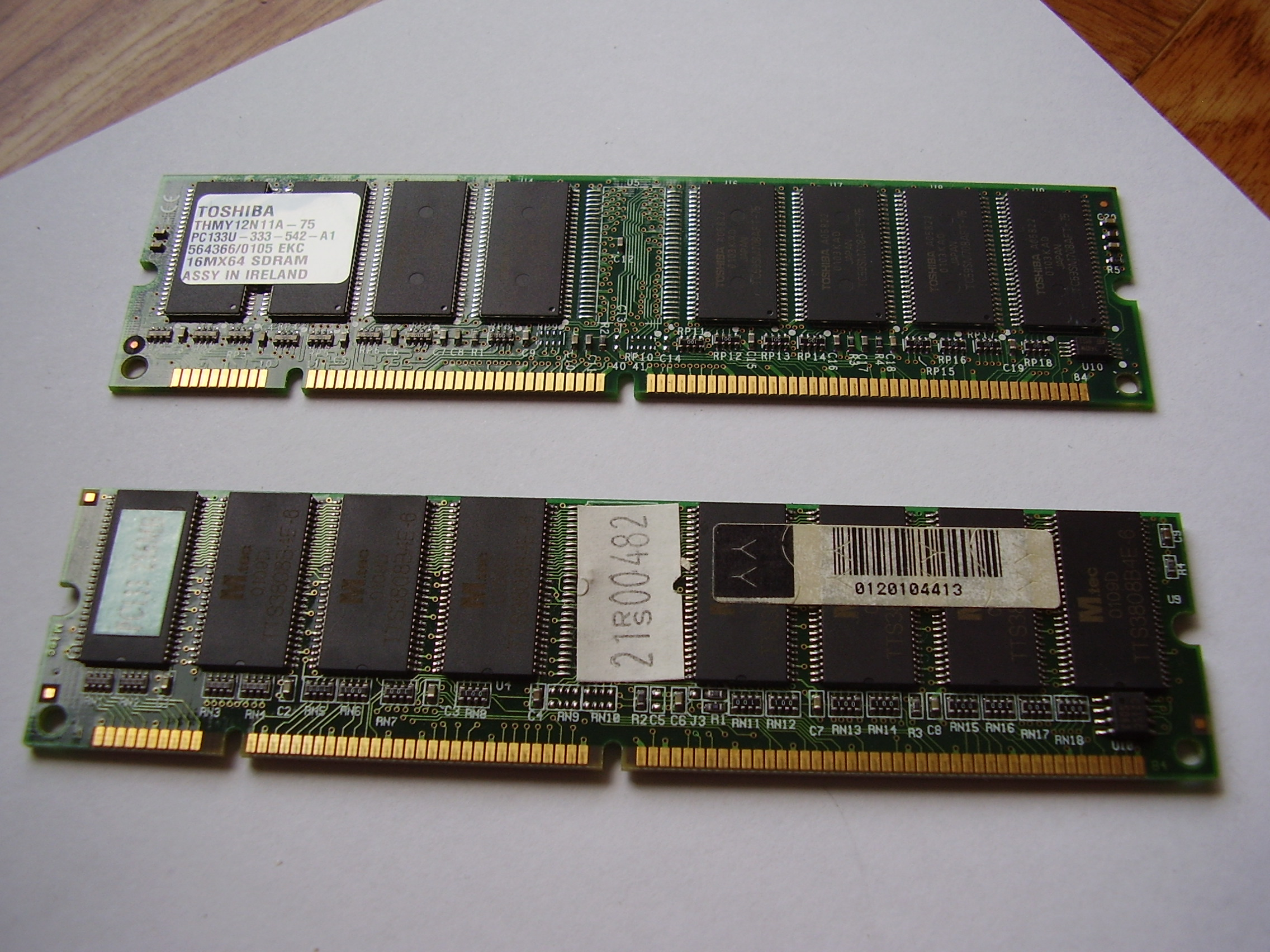
Moduly PC133 jednostranný DIMM (nahoře) a oboustranný (dole)

Paměťové moduly SDRAM jsou obvykle napájeny napětím 3,3 V, varianty s napájením 5 V jsou méně časté. Používají se moduly DIMM, které mají 168 pinů a zámek v podobě 2 zářezů. Tento zámek je jiný pro DDR, DDR2, DDR3, DDR4 i DDR5 a zaručuje, že paměť nelze instalovat do nesprávného slotu. Paměti SDRAM lze dobře podtaktovat – na rozdíl od DDR, u kterých je dolní frekvence omezena rozsahem frekvencí obvodu DLL.

## Moduly SDRAM
Podle rychlosti:
- PC66 SDRAM na frekvenci 66 MHz, maximální propustnost 533 MB/s
- PC100 SDRAM na frekvenci 100 MHz, maximální propustnost 800 MB/s
- PC133 SDRAM na frekvenci 133 MHz, maximální propustnost 1066 MB/s
- PC150 SDRAM na frekvenci 150 MHz, maximální propustnost 1200 MB/s

Podle CAS latence:
- CL 1 (nejrychlejší)
- CL 2
- CL 3 (nejpomalejší)

Podle napájení:
- 5 V Některé SDRAM pracují na dvojím napětí 3,3/5 V
- 3,3 V Standardní SDRAM
- 2,5 V Snížené napětí pro mobilní SDRAM
- 1,8 V Snížené napětí pro mobilní SDRAM

Podle počtu stran:
- Jednostranné
- Oboustranné

## Mobilní SDRAM
Paměti SDRAM určené do mobilních počítačů používají kvůli úspoře místa jiné pouzdro než desktopové moduly. Používá se 144 pinový SO-DIMM. Pro dosažení nižší spotřeby energie mají snížené napětí na 2,5 V nebo 1,8 V.